# Caio Júlio Juvenal
Caio Júlio Juvenal (em latim: Gaius Iulius Iuvenalis) foi um senador e militar romano nomeado cônsul sufecto para o nundínio de março a abril de 81 com Marco Róscio Célio.